# Andrew Jennings (Manager)
Andrew Jennings (* um 1948 in Großbritannien) ist ein britischer Manager. Vom 1. Januar 2011 bis Ende 2013 war er Vorsitzender der Geschäftsführung der Warenhauskette Karstadt.
Jennings ist seit etwa 35 Jahren im Handel, speziell bei Kaufhäusern tätig, arbeitete in fünf Ländern auf drei Kontinenten. Er begann bei Debenhams in London, wechselte Ende der 1970er Jahre das erste Mal nach Südafrika zum Kaufhaus Greatermans. Später arbeitete er unter anderem in London bei Harrods, bei House of Fraser, Brown Thomas in Irland, bei Holt Renfrew in Kanada, war Vorstandsvorsitzender von Saks Fifth Avenue in New York und zuletzt drei Jahre bis Ende 2009 Co-Chef bei Woolworths Holding Limited in Kapstadt (das geschäftlich mit dem deutschen Woolworth nicht verbunden ist).
Jennings plante, das Unternehmen innerhalb von vier Jahren umzubauen. Er setzte auf neue Sport-Kaufhäuser, die Renovierung bestehender Häuser und die Einführung internationaler Marken.
Andrew Jennings sprach bei Amtsantritt kein Deutsch. Seine Frau Karen ist Südafrikanerin. Seine Mutter war Sekretärin in einer Missionsgesellschaft.
Wegen der Umstellung der Karstadt-Werbung zeichnete der Verein Deutsche Sprache Jennings mit dem Negativpreis Sprachpanscher des Jahres 2012 aus.